# Leather Goddesses of Phobos
Leather Goddesses of Phobos est un jeu vidéo de fiction interactive conçu par Steve Meretzky et publié par Infocom à partir de 1986 sur Amiga, Amstrad CPC, Amstrad PCW, Apple II, Atari 8-bit, Atari ST, Commodore 64, MS-DOS, TRS-80, TI-99/4A et Apple Macintosh. Le jeu se déroule en 1936 dans un univers de science-fiction dans lequel le joueur s’oppose à une extra-terrestre, connu sous le nom de Leather Goddesses of Phobos. À sa sortie, il connait un certain succès commercial. En 1986, il se vend à 53 543 exemplaires, ce qui en fait le plus gros succès de l’année pour Infocom avec notamment 50 % de ventes en plus par rapport à Trinity. Au total, le jeu s’est vendu à 130 000 exemplaires, soit trois fois plus que n’importe quel autre jeu publié par le studio après son rachat par Activision. Il est le dernier jeu Infocom à dépasser les 100 000 exemplaires vendus, et le sixième plus gros succès du studio.

## Dans la culture populaire
Dans le film Seul sur Mars (The Martian) avec Matt Damon, Leather Goddesses of Phobos est mentionné comme ayant été installé sur l'ordinateur portable de l'astronaute Beth Johanssen, ainsi que Zork II, un autre jeu vidéo de fiction interactive des années 80.
Sierra Online a parodié le jeu sous le nom de Space Quest X : Latex Babes of Estros dans leur aventure graphique Space Quest IV.